# Basketbol'nyj klub UNICS 2021-2022
Questa voce raccoglie le informazioni riguardanti il Basketbol'nyj klub UNICS nelle competizioni ufficiali della stagione 2021-2022.

## Stagione
La stagione 2021-2022 del Basketbol'nyj klub UNICS è la 25ª nel massimo campionato russo di pallacanestro, la VTB United League.

## Roster
Aggiornato al 28 luglio 2021
| UNICS Kazan' 2021-22 | UNICS Kazan' 2021-22 |
| Giocatori            | Staff tecnico        |
| -------------------- | -------------------- |

| N. | Naz.                                           | Ruolo | Nome              | Anno | Alt.   | Peso   |  |
| -- | ---------------------------------------------- | ----- | ----------------- | ---- | ------ | ------ |  |
| 0  | Italia (bandiera)                              | P     | Marco Spissu      | 1995 | 184 cm | 80 kg  |  |
| 00 | Stati Uniti (bandiera)                         | AC    | John Brown (C)    | 1992 | 203 cm | 98 kg  |  |
| 3  | Stati Uniti (bandiera)                         | P     | Isaiah Canaan     | 1991 | 183 cm | 91 kg  |  |
| 4  | Stati Uniti (bandiera)                         | PG    | Lorenzo Brown     | 1990 | 196 cm | 86 kg  |  |
| 5  | Stati Uniti (bandiera)                         | AG    | Jarrell Brantley  | 1996 | 201 cm | 113 kg |  |
| 6  | Russia (bandiera)                              | GA    | Georgij Žbanov    | 1997 | 197 cm | 95 kg  |  |
| 7  | Lettonia (bandiera)                            | AP    | Jānis Timma       | 1992 | 203 cm | 103 kg |  |
| 8  | Russia (bandiera)                              | G     | Vjačeslav Zajcev  | 1989 | 190 cm | 86 kg  |  |
| 10 | Stati Uniti (bandiera) · Porto Rico (bandiera) | GA    | John Holland      | 1988 | 196 cm | 93 kg  |  |
| 11 | Croazia (bandiera)                             | AP    | Mario Hezonja     | 1995 | 204 cm | 100 kg |  |
| 12 | Russia (bandiera)                              | C     | Artëm Klimenko    | 1994 | 214 cm | 110 kg |  |
| 13 | Russia (bandiera)                              | AP    | Dmitrij Uzinskij  | 1993 | 199 cm | 94 kg  |  |
| 23 | Nigeria (bandiera)                             | C     | Tonye Jekiri      | 1994 | 213 cm | 103 kg |  |
| 27 | Russia (bandiera)                              | G     | Sergej Drakovskij | 2001 | 192 cm | 86 kg  |  |
| 31 | Russia (bandiera)                              | AG    | Evgenij Valiev    | 1990 | 205 cm | 99 kg  |  |
| 32 | Stati Uniti (bandiera)                         | G     | O.J. Mayo         | 1987 | 196 cm | 95 kg  |  |
| 33 | Russia (bandiera)                              | AG    | Andrej Voroncevič | 1987 | 207 cm | 107 kg |  |
| 34 | Croazia (bandiera)                             | AG    | Željko Šakić      | 1988 | 203 cm | 106 kg |  |
| 40 | Russia (bandiera)                              | C     | Ivan Lazarev      | 1991 | 210 cm | 105 kg |  |
| 42 | Stati Uniti (bandiera)                         | C     | William Mosley    | 1989 | 203 cm | 102 kg |  |
| 44 | Russia (bandiera)                              | G     | Artëm Komolov     | 1993 | 194 cm | 91 kg  |  |
| 57 | Russia (bandiera)                              | G     | Aleksej Pavlov    | 2001 | 194 cm | 86 kg  |  |
| 92 | Stati Uniti (bandiera)                         | GA    | Jaron Johnson     | 1992 | 198 cm | 93 kg  |  |

| Allenatore |
| - Velimir Perasović |
| Assistente/i |
| - Artur Bigeev - Kōstas Kaimakoglou - Milan Karakaš - Đorđe Varagić Legenda - (C) Capitano - (IN) Inattivo - Infortunato Roster |

## Mercato

### Sessione estiva
| Acquisti | Acquisti          | Acquisti             | Acquisti              | Acquisti |
| R.a      | Nome              | da                   | Modalità              |          |
| -------- | ----------------- | -------------------- | --------------------- | -------- |
| G        | Vjačeslav Zajcev  | Chimki               | svincolato            |          |
| AG       | Will Thomas       | Zenit S. Pietroburgo | svincolato            |          |
| PG       | Lorenzo Brown     | Fenerbahçe           | svincolato            |          |
| G        | Artëm Komolov     | Nižnij Novgorod      | svincolato            |          |
| C        | Tonye Jekiri      | Saski Baskonia       | svincolato            |          |
| AG       | Evgenij Valiev    | Chimki               | svincolato            |          |
| AG       | Andrej Voroncevič | Nižnij Novgorod      | svincolato            |          |
| AP       | Mario Hezonja     | Panathīnaïkos        | svincolato            |          |
| P        | Marco Spissu      | Dinamo Sassari       | definitivo (100000 €) |          |
| G        | O.J. Mayo         | Liaoning F. Leopards | svincolato            |          |
| AG       | Jarrell Brantley  | Utah Jazz            | svincolato            |          |

| Cessioni | Cessioni           | Cessioni          | Cessioni       | Cessioni |
| R.       | Nome               | a                 | Modalità       |          |
| -------- | ------------------ | ----------------- | -------------- | -------- |
| P        | Nate Wolters       | Stella Rossa      | fine contratto |          |
| AG       | Okaro White        | Panathīnaïkos     | fine contratto |          |
| C        | Jordan Morgan      | Free agent        | fine contratto |          |
| P        | Pavel Sergeev      | Avtodor Saratov   | fine contratto |          |
| A        | Pavel Antipov      | Nižnij Novgorod   | fine contratto |          |
| AG       | Kōstas Kaimakoglou |                   | ritirato       |          |
| GA       | John Holland       | Carid. de Fajardo | fine contratto |          |
| P        | Jordan Theodore    | Toyota Alvark     | fine contratto |          |
| G        | Jamar Smith        | Bahçeşehir Koleji | fine contratto |          |
| AG       | Aleksandr Razumov  | Ufimets Ufa       | fine contratto |          |
| G        | Evgenij Kolesnikov | Avtodor Saratov   | fine contratto |          |
| AG       | Will Thomas        | Monaco            | rescissione    |          |

### Dopo l'inizio della stagione
| Acquisti | Acquisti       | Acquisti          | Acquisti         | Acquisti   |
| R.       | Nome           | da                | Data             | Modalità   |
| -------- | -------------- | ----------------- | ---------------- | ---------- |
| AP       | Jānis Timma    | Free agent        | 15 novembre 2021 | svincolato |
| GA       | John Holland   | Carid. de Fajardo | 5 febbraio 2022  | svincolato |
| C        | Ivan Lazarev   | MBA Mosca         | 20 marzo 2022    | svincolato |
| AG       | Željko Šakić   | Avtodor Saratov   | 22 marzo 2022    | svincolato |
| GA       | Jaron Johnson  | Avtodor Saratov   | 27 marzo 2022    | svincolato |
| C        | William Mosley | Mornar Bar        | 16 aprile 2022   | svincolato |

| Cessioni | Cessioni         | Cessioni      | Cessioni        | Cessioni    |
| R.       | Nome             | a             | Data            | Modalità    |
| -------- | ---------------- | ------------- | --------------- | ----------- |
| AP       | Jānis Timma      | Free agent    | 6 dicembre 2021 | rescissione |
| GA       | John Holland     | Bursaspor     | 8 marzo 2022    | rescissione |
| AG       | Jarrell Brantley | Greens. Swarm | 11 marzo 2022   | rescissione |
| P        | Isaiah Canaan    | Galatasaray   | 31 marzo 2022   | rescissione |
| AC       | John Brown       | Brescia       | 6 aprile 2022   | rescissione |